# Erich Maaß

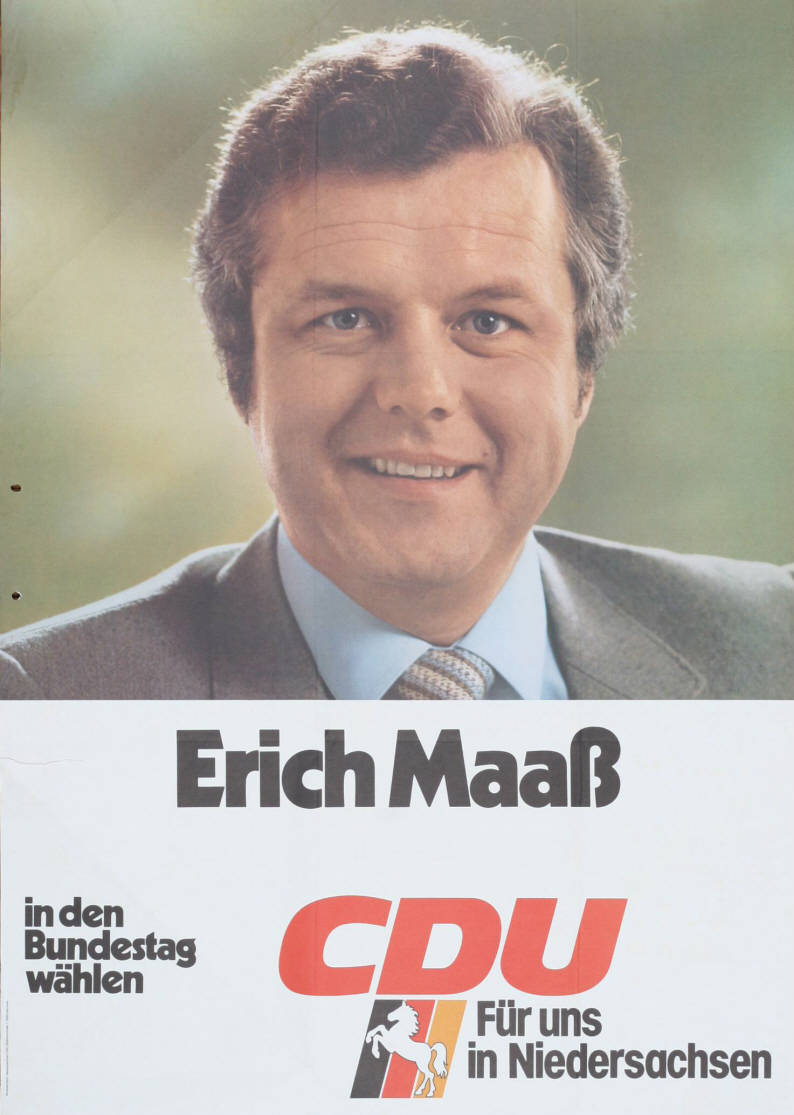
Kandidatenplakat zur Bundestagswahl 1980

Erich Maaß (* 1. März 1944 in Wien) ist ein ehemaliger Bundestagsabgeordneter (CDU).

## Leben
Maaß wurde in Wien geboren und besuchte die Volksschule. Anschließend ging er auf eine zweijährige Handelsschule und die Höhere Handelsschule. Er besuchte danach die Wirtschaftsoberschule und machte im Jahr 1964 sein Abitur. Im Anschluss begann er ein Studium der Betriebswirtschaft an der Georg-August-Universität Göttingen und erhielt sein Staatsexamen als Diplomkaufmann im Jahr 1969. Von 1970 bis 1971 war er Assistent des Personaldirektors, danach Abteilungsleiter für Personalplanung und von 1974 bis 1980 Hauptabteilungsleiter für betriebliche Sozialpolitik.

## Politik
Maaß trat im Jahr 1970 der CDU bei. Er wurde 1974 Mitglied im Verband der Führungskräfte der Metall- und Elektroindustrie e. V. und 1978 Kreisvorsitzender des CDU-Kreisverbandes in Wilhelmshaven. Von 1972 bis 1983 war Maaß Mitglied des Rates der Stadt Wilhelmshaven und von 1976 bis 1981 stellvertretender Fraktionsvorsitzender der CDU-Ratsfraktion. Im Jahr 1980 wurde er in den deutschen Bundestag gewählt, dem er bis 2002 angehörte. Von 1986 bis 1994 war er stellvertretender forschungspolitischer Sprecher der CDU/CSU-Fraktion und von 1994 bis 1998 Vorsitzender der niedersächsischen Landesgruppe.